# 헤낭 바르지니 브레상
헤낭 바르지니 브레상(포르투갈어: Renan Bardini Bressan, 벨라루스어: Рэнан Бардзіні Брэссан 레난 바르지니 브레산, 1988년 11월 3일 ~ )은 브라질 태생의 벨라루스의 축구 선수로 포지션은 공격형 미드필더이다. 현재는 캄페오나투 브라질레이루 세리이 B의 크리시우마 EC에서 뛰고 있다.
2012년 런던 하계 올림픽에서 벨라루스 축구 대표팀의 일원으로 출전했다.

## 수상

### 클럽
바테 보리소프
- 벨라루스 프리미어리그 3회 우승 (2010, 2011, 2012)
- 벨라루스 컵 1회 우승 (2009–10)
- 벨라루스 슈퍼컵 2회 우승 (2010, 2011)

아스타나
- 카자흐스탄 프리미어리그 1회 우승 (2014)

### 개인
- 벨라루스 프리미어리그 득점왕 2회 수상 (2010, 2011)
- 2012년 벨라루스 올해의 축구 선수 선정